# Teodor Studyta
Teodor Studyta (ur. w 758 w Konstantynopolu, zm. 11 listopada 826 w Klasztorze Hagios Tryphon w Bitynii) – mnich bizantyjski, święty Kościoła katolickiego i prawosławnego.

## Życiorys
Urodził się w Konstantynopolu, od młodości gorący przeciwnik ikonoklazmu. W 794 został igumenem klasztoru w Sakkudion w Bitynii, lecz wygnano go do Tesalonik za ekskomunikę Konstantyna VI (tzw. schizma moechiańska). Po śmierci cesarza został powołany na igumena klasztoru Studion w Konstantynopolu, gdzie przeprowadził reformę. W 809 ponownie wygnany za odmowę przyjęcia komunii św. od patriarchy Nicefora I. W 811 ponownie powrócił, lecz znowu go wygnano w 814 z powodu walki z ikonoklazmem. Do końca życia przebywał w różnych klasztorach Bitynii. Zmarł w 826 w Klasztorze Hagios Tryphon. W 844 jego ciało sprowadzono do klasztoru Studion. Był autorem wielu listów, katechez, mów pogrzebowych, dzieł teologicznych i epigramatów. Znany, podobnie jak wielu mnichów z klasztoru Studion, ze starannej kaligrafii.